# Skibet skal sejle i nat
"Skibet skal sejle i nat" var Danmarks bidrag til det europæiske Melodi Grand Prix, som Danmark deltog i for første gang dette år. Sangen blev fremført af Birthe Wilke og Gustav Winckler og det var første gang, at der blev sunget på dansk i konkurrencen.
Sangen blev fremført som den niende ved arrangementet, efter Frankrigs bidrag "La belle amour" fremført af Paule Desjardins og før Schweiz' "L'enfant que j'étais" med Lys Assia. Ved afstemningen modtog sangen 10 point, hvilket gav en tredjeplads ud af 10 mulige..
Sangen er en kærlighedsduet, hvor den ene af de to tager afsted på en rejse til søs, deraf titlen. Sangen er desuden berømt for det kys, som Wilke og Winckler udvekslede til slut i sangen, idet det blev det længste i konkurrencens historie, fordi der ikke blev givet signal til, at det skulle stoppe.

## Andre versioner
"Skibet skal sejle i nat" blev genindspillet af Lars H.U.G. og Hanne Boel og udgivet i 1989 på Lars H.U.G.'s album Kopy. En yderligere version af sangen blev indspillet under TV2's program Toppen af Poppen med Lars H.U.G. og Szhirley og udgivet i 2011.
En jazz-inspireret udgave blev indspillet af Henrik Gunde i 2007 og udgivet på albummet Gunde on Garner.